# De Toppers
De Toppers ist eine der erfolgreichsten Supergruppen aus den Niederlanden, bestehend aus Gerard Joling, René Froger, Jeroen van der Boom und Jan Smit. Die Besetzung änderte sich im Laufe der Jahre immer wieder. 2011 verließ Gordon Heuckeroth die Gruppe. Seit 2005 geben sie jedes Jahr eine Reihe von Stadionkonzerten. Außerhalb der Konzerte tritt De Toppers regelmäßig in verschiedenen Fernseh- und Radioprogrammen auf. 2009 vertraten De Toppers die Niederlande beim Eurovision Song Contest in Moskau, schieden aber bereits im Halbfinale aus. Mit mehr als 40 ausverkauften Shows ist Toppers in Concert die am längsten laufende Konzertreihe in den Benelux.

## Diskografie

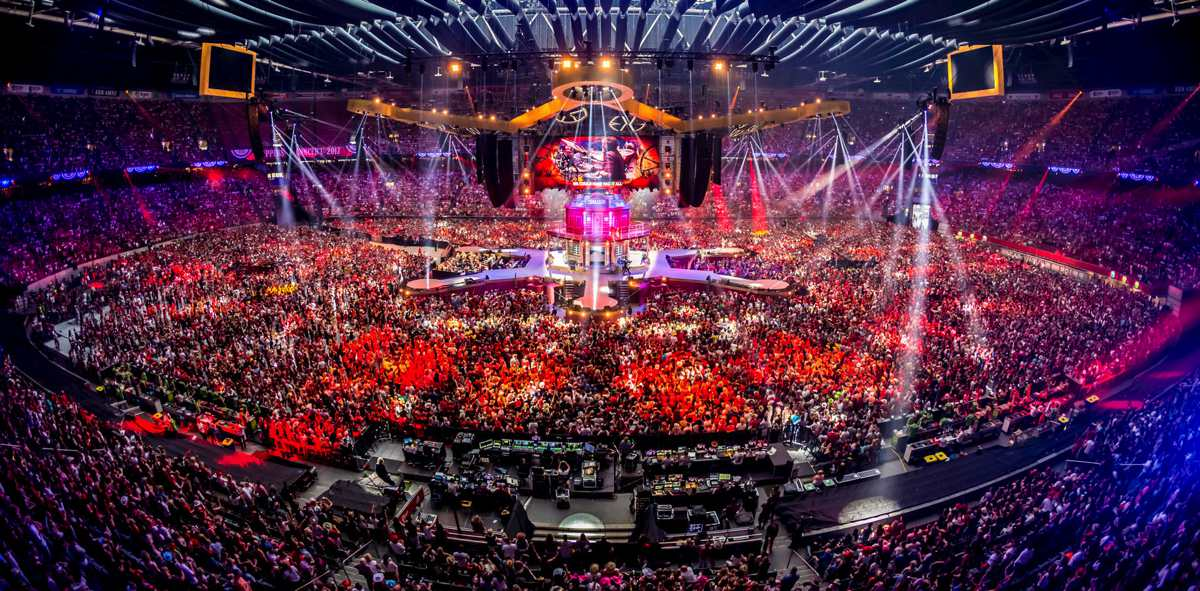
Toppers in Concert (2017)

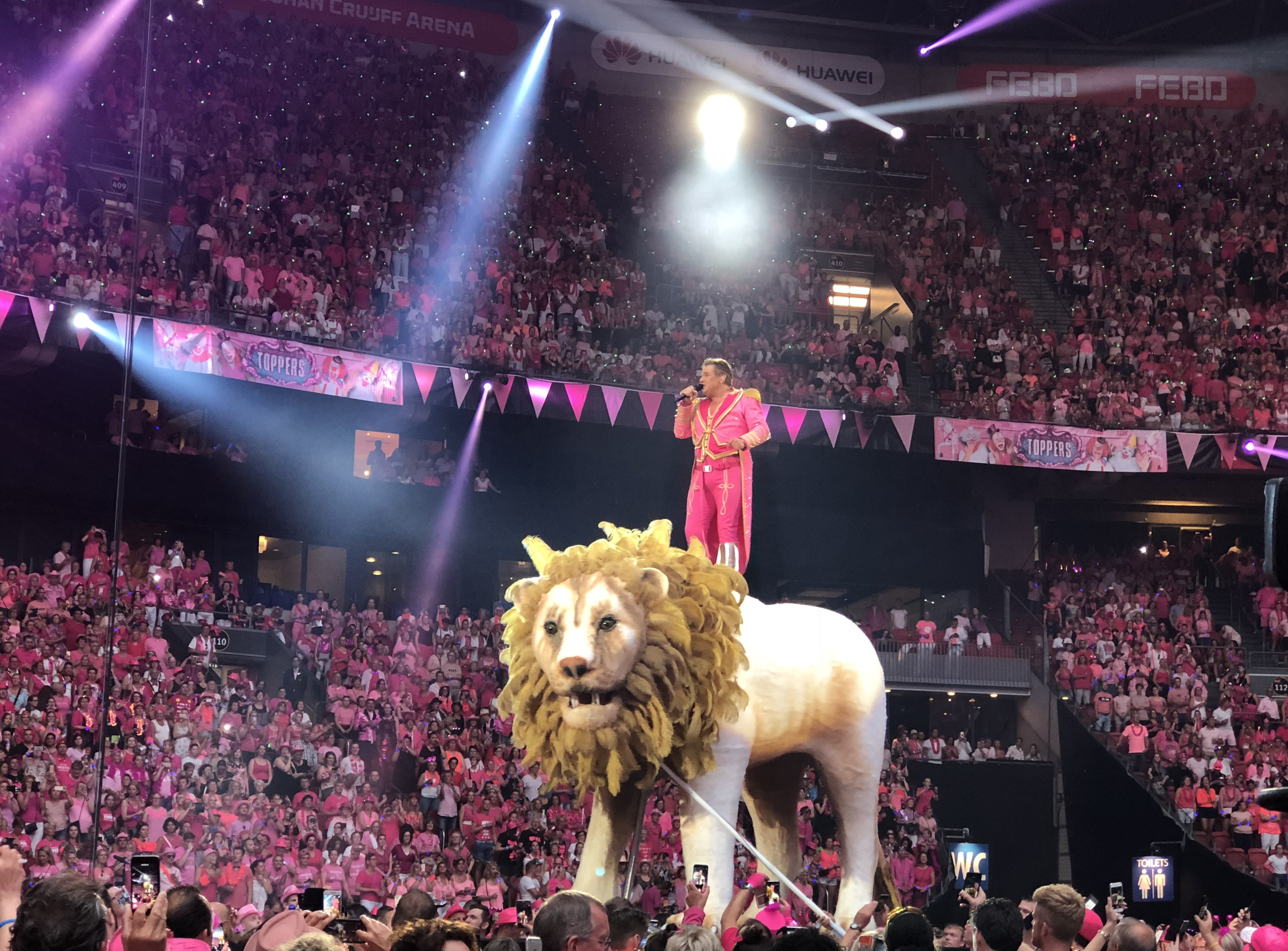
De Toppers (2018)

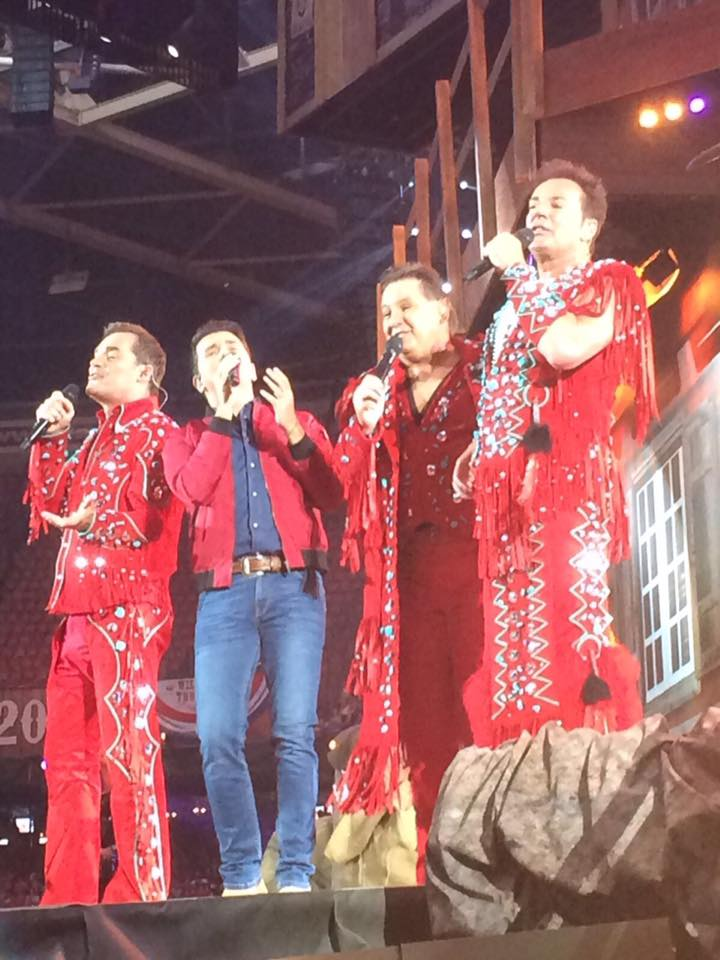
De Toppers mit Jan Smit (2017)

### Alben
| Jahr | Titel                                                         | Höchstplatzierung, Gesamtwochen, AuszeichnungChartplatzierungen (Jahr, Titel, Platzierungen, Wochen, Auszeichnungen, Anmerkungen) | Höchstplatzierung, Gesamtwochen, AuszeichnungChartplatzierungen (Jahr, Titel, Platzierungen, Wochen, Auszeichnungen, Anmerkungen) | Anmerkungen                     |
| Jahr | Titel                                                         | NL | BEF | Anmerkungen                     |
| ---- | ------------------------------------------------------------- | --- | --- | ------------------------------- |
| 2005 | Toppers in Concert 2005                                       | NL3 Platin · (39 Wo.)NL | — |                                 |
| 2006 | Toppers in Concert 2006                                       | NL2 Platin · (26 Wo.)NL | — | Gordon – René – Jeroen          |
| 2006 | Kerst met de Toppers                                          | NL— PlatinNL | — | Gordon – René – Jeroen          |
| 2007 | Toppers in Concert 2007                                       | NL1 Gold · (19 Wo.)NL | — | Gordon – René – Jeroen          |
| 2008 | Toppers in Concert 2008                                       | NL2 (17 Wo.)NL | — | Gordon – René – Jeroen          |
| 2009 | Toppers in Concert 2009                                       | NL4 (10 Wo.)NL | — | Gordon – René – Jeroen          |
| 2010 | Toppers in Concert 2010                                       | NL2 Platin · (17 Wo.)NL | — | Gordon – René – Gerard – Jeroen |
| 2011 | Toppers in Concert Mega Party Mix Volume 1                    | NL7 (13 Wo.)NL | — | Gordon – René – Gerard – Jeroen |
| 2011 | Toppers in Concert 2011                                       | NL1 Gold · (23 Wo.)NL | BEF51 (10 Wo.)BEF | Gordon – René – Gerard – Jeroen |
| 2012 | Toppers in Concert Mega Party Mix Volume 2                    | NL19 (9 Wo.)NL | — | Gordon – René – Gerard – Jeroen |
| 2012 | Toppers in Concert 2012                                       | NL2 (24 Wo.)NL | BEF31 (18 Wo.)BEF | Jeroen – Gerard – René          |
| 2013 | Toppers in Concert 2013                                       | NL19 Gold · (14 Wo.)NL | BEF34 (13 Wo.)BEF | Jeroen – Gerard – René          |
| 2014 | Toppers in Concert 2014                                       | NL2 (25 Wo.)NL | BEF38 (28 Wo.)BEF | Jeroen – Gerard – René          |
| 2015 | Toppers in Concert 2015 – Crazy Summer                        | NL1 (21 Wo.)NL | BEF14 (27 Wo.)BEF | Jeroen – Gerard – René          |
| 2016 | Toppers in Concert 2016 – Royal Night of Disco                | NL3 (12 Wo.)NL | BEF11 (26 Wo.)BEF | Jeroen – Gerard – René          |
| 2017 | Toppers in Concert 2017 – Wild west thuis best                | NL10 (5 Wo.)NL | BEF18 (18 Wo.)BEF | Jeroen – Gerard – René          |
| 2018 | Toppers in Concert 2018 – Pretty in Pink „The Circus Edition“ | NL10 (4 Wo.)NL | BEF6 (16 Wo.)BEF | Jeroen – Gerard – René – Jan    |
| 2019 | Toppers in Concert 2019 – Happy Birthday Party                | NL16 (1 Wo.)NL | BEF17 (9 Wo.)BEF | Jeroen – Gerard – René – Jan    |

### Singles
| Jahr | Titel Album              | Höchstplatzierung, Gesamtwochen, AuszeichnungChartsChartplatzierungen (Jahr, Titel, Album, Platzierungen, Wochen, Auszeichnungen, Anmerkungen) | Anmerkungen |
| Jahr | Titel Album              | NL | Anmerkungen |
| ---- | ------------------------ | --- | ----------- |
| 2004 | Live at the ArenA –      | NL5 (8 Wo.)NL |             |
| 2005 | Over de top! –           | NL22 (5 Wo.)NL |             |
| 2006 | Wir sind die Holländer – | NL18 (5 Wo.)NL |             |
| 2007 | Can You Feel It? –       | NL8 (5 Wo.)NL |             |
| 2009 | Shine –                  | NL15 (8 Wo.)NL |             |

Weitere Singles
- 2005: Toppers party!
- 2006: Toppers meezing kerstmedley
- 2009: Our Night
- 2009: No One Loves Me Like You
- 2009: Angel of the Night
- 2009: Everybody Can Be a Star
- 2009: Three Is the Magic Number
- 2011: Higher
- 2012: Topper van je eigen leven
- 2012: Moves Like Toppers
- 2013: 1001 Nacht
- 2015: Wat ben je zonder vrienden
- 2016: Een heel gelukkig kerstfeest

### Videoalben
- Toppers in Concert
- Toppers in Concert 2005 (NL: Platin)
- Toppers in Concert 2006 (NL: Platin)
- Toppers in Concert 2007 (NL: Platin)
- Toppers in Concert 2008 (NL: Gold)
- Toppers in Concert 2009
- Toppers in Concert 2010 (NL: Gold)
- Toppers in Concert 2011 (NL: Platin)
- Toppers in Concert 2012 (NL: Gold)
- Toppers in Concert 2013 (NL: Gold)
- Toppers in Concert 2014
- Toppers in Concert 2015 (NL: Gold)
- Toppers in Concert 2016 (Royal Night of Disco) (NL: Platin)
- Toppers in Concert 2017 (NL: Platin)

### Weitere Auszeichnungen
- Special "Lifetime" Award für 1.500.000 Verkäufe (NL: Platin)

## Filmografie
- Froger, Joling & Gordon: Over de Toppers – Realitätsfernsehen
- Toppers in de Sneeuw – Realitätsfernsehen
- Toppers: De weg naar de ArenA – Realitätsfernsehen
- Toppers: De weg naar de ArenA 2007 – Realitätsfernsehen
- Toppers op weg naar Moskou – Realitätsfernsehen
- Goede tijden, slechte tijden – Cameo
- Nationaal Songfestival (2009)
- Eurovision Song Contest 2009
- 12,5 jaar de Toppers – Realitätsfernsehen
- De Toppers: Wild West, Thuis Best – Realitätsfernsehen
- Topper Gezocht! – Castingshow

## Konzerte
| Jahr                    | Toppers                                                   | Datum                                  | Thema                                            | Besucherzahl                  | Ort                           |
| ----------------------- | --------------------------------------------------------- | -------------------------------------- | ------------------------------------------------ | ----------------------------- | ----------------------------- |
| 2005                    | René Froger, Gerard Joling, Gordon                        | 13. & 14. Mai                          | Live In The Round                                | 120.000                       | Amsterdam Arena               |
| 2006                    | René Froger, Gerard Joling, Gordon                        | 26. – 28. Mai                          | die größte freundetempel                         | 180.000                       | Amsterdam Arena               |
| 2007                    | René Froger, Gerard Joling, Gordon                        | 1., 2., 3., 6., 7. & 8. Juni           | Disco & Future                                   | 360.000                       | Amsterdam Arena               |
| 2008                    | René Froger, Gerard Joling, Gordon                        | 23., 24. & 27. Mai                     | Glitter And Glamour                              | 160.000                       | Amsterdam Arena               |
| 2009                    | René Froger, Gordon, Jeroen van der Boom                  | 12. & 13. Juni                         | Toppers Jubiläum 2009                            | 120.000                       | Amsterdam Arena               |
| 2010                    | René Froger, Gerard Joling, Gordon, Jeroen van der Boom   | 20., 21. & 22. Mai                     | Welcome To Heaven                                | 180.000                       | Amsterdam Arena               |
| 2011                    | René Froger, Gerard Joling, Gordon, Jeroen van der Boom   | 27. – 29. Mai                          | The Royal Party For Kings And Queens             | 200.000                       | Amsterdam Arena               |
| 2012                    | René Froger, Gerard Joling, Jeroen van der Boom           | 17. – 19. Mai                          | The Love Boat Edition                            | 200.000                       | Amsterdam Arena               |
| 2013                    | René Froger, Gerard Joling, Jeroen van der Boom           | 24. – 26. Mai                          | 1001 Night Edition                               | 204.698                       | Amsterdam Arena               |
| 2014                    | René Froger, Gerard Joling, Jeroen van der Boom           | 24., 29., 30. & 31. Mai                | 10 Jahr Toppers Made in Holland                  | 270.000                       | Amsterdam Arena               |
| 2015                    | René Froger, Gerard Joling, Jeroen van der Boom           | 23., 24., 29., 30. & 31. Mai           | Crazy Summer Edition                             | 340.000                       | Amsterdam Arena               |
| 2016                    | René Froger, Gerard Joling, Jeroen van der Boom           | 13. – 15. Mai                          | Royal Night of Disco                             | 210.000                       | Amsterdam Arena               |
| 2016                    | René Froger, Gerard Joling, Jeroen van der Boom           | 10., 20., 21., 22., 23. & 24. Dezember | Christmas Party of the Year - 12,5 Jahr Jubiläum | 85.000                        | Ahoy Rotterdam                |
| 2017                    | René Froger, Gerard Joling, Jeroen van der Boom, Jan Smit | 26. & 27. Mai                          | Wild West, Thuis Best                            | 132.000                       | Amsterdam Arena               |
| 2018                    | René Froger, Gerard Joling, Jeroen van der Boom, Jan Smit | 25. & 26. Mai                          | Pretty in Pink, The Circus Edition               | -                             | Amsterdam Arena               |
| Insgesamt: 14 Editionen | Insgesamt: 14 Editionen                                   | Insgesamt: 48 konzerte                 | Insgesamt: 48 konzerte                           | Insgesamt: 2.614.698 Besucher | Insgesamt: 2.614.698 Besucher |